# François Dyrek
François Dyrek, né le 16 août 1933 à Pontoise et mort le 17 décembre 1999 à Compiègne, est un comédien français.

## Biographie
François Dyrek fait ses classes au Cours Simon à Paris. Il participe ensuite au Théâtre national populaire de Georges Wilson, puis au Théâtre de l'Est parisien de Guy Rétoré.
Pendant les années 1970, il rejoint l’équipe du café-théâtre Le Café de la Gare à Paris. Il collabore au Théâtre des Boucles de la Marne, qui fonctionne de 1983 à 1991 à Champigny-sur-Marne sous la direction de Pierre Santini.
Après cette expérience, François Dyrek travaille avec Claude Mann, dans les années 1990 à l’étude d'un théâtre en banlieue Est de Paris à Joinville-le-Pont, mais il meurt en décembre 1999 des suites d'un accident cardiaque avant que ce projet n'aboutisse. Il est inhumé au cimetière de L'Haÿ-les-Roses.
Claude Mann, qui poursuit le projet au sein de l'association Bords de scène, fonde en 2001 un théâtre auquel il donnera le nom de François-Dyrek.

### Famille
Il a trois fils : Laurent, enseignant et poète, Thierry et Gilles Dyrek, qui est également comédien.

## Filmographie

### Cinéma

#### Longs métrages
- 1964 : La Baie du désir de Max Pécas
- 1966 : Les Cœurs verts d'Édouard Luntz
- 1967 : Drôle de jeu de Pierre Kast et Jean-Daniel Pollet
- 1968 : Ho ! de Robert Enrico
- 1968 : La Bande à Bonnot de Philippe Fourastié
- 1968 : L'amour c'est gai, l'amour c'est triste de Jean-Daniel Pollet
- 1971 : Les Galets d'Étretat de Sergio Gobbi
- 1972 : Themroc de Claude Faraldo
- 1972 : Le Serpent d'Henri Verneuil
- 1973 : L'Emmerdeur d'Édouard Molinaro
- 1973 : Projection privée de François Leterrier
- 1973 : Piaf de Guy Casaril
- 1974 : Que la fête commence de Bertrand Tavernier
- 1975 : Le Juge et l'assassin de Bertrand Tavernier
- 1975 : Je suis Pierre Rivière de Christine Lipinska
- 1975 : Les Ambassadeurs de Naceur Ktari
- 1976 : Le Juge Fayard dit le shérif d'Yves Boisset
- 1976 : La Question de Laurent Heynemann
- 1976 : L'Exercice du pouvoir de Philippe Galland
- 1977 : Monsieur Papa de Philippe Monnier
- 1977 : Vous n'aurez pas l'Alsace et la Lorraine de Coluche et Marc Monnet
- 1977 : Le Crabe-tambour de Pierre Schoendoerffer
- 1977 : Si vous n'aimez pas ça, n'en dégoûtez pas les autres de Raymond Lewin
- 1978 : Vas-y maman de Nicole de Buron
- 1978 : Un balcon en forêt de Michel Mitrani
- 1978 : Coup de tête de Jean-Jacques Annaud
- 1978 : Écoute voir d'Hugo Santiago
- 1978 : Tendrement vache de Serge Pénard
- 1979 : Le Divorcement de Pierre Barouh
- 1979 : Le Mors aux dents de Laurent Heynemann
- 1979 : Tout dépend des filles… de Pierre Fabre
- 1980 : La Petite sirène de Robert Andrieux
- 1980 : Asphalte de Denis Amar
- 1980 : Le Chêne d'Allouville de Serge Pénard
- 1980 : Le Jardinier de Jean-Pierre Sentier
- 1981 : La vie continue de Moshé Mizrahi
- 1981 : Parti sans laisser d'adresse de Jacqueline Veuve
- 1981 : Le Corbillard de Jules de Serge Pénard
- 1982 : Paradis pour tous d'Alain Jessua
- 1983 : Équateur de Serge Gainsbourg, présenté au Festival de Cannes
- 1983 : Le Voleur de feuilles de Pierre Trabaud
- 1985 : Nuit Froide court métrage de Nadyne Bensadoun
- 1985 : Les Rois du gag de Claude Zidi
- 1985 : Le Gaffeur de Serge Pénard
- 1985 : Flagrant Désir de Claude Faraldo
- 1987 : Noyade interdite de Pierre Granier-Deferre
- 1988 : Radio Corbeau d'Yves Boisset
- 1988 : La Vie et rien d'autre de Bertrand Tavernier
- 1988 : Torquemada de Stanislav Barabáš
- 1990 : La Fracture du myocarde de Jacques Fansten
- 1990 : Aujourd'hui peut-être... de Jean-Louis Bertuccelli
- 1990 : La Tribu d'Yves Boisset
- 1990 : Le Coup suprême de Jean-Pierre Sentier
- 1992 : Le Zèbre de Jean Poiret
- 1993 : La Braconne de Serge Pénard
- 1994 : État des lieux de Jean-François Richet
- 1997 : Tempête dans un verre d'eau d'Arnold Barkus
- 2000 : Le Margouillat de Jean-Michel Gibard

#### Courts métrages
- 1975 : Pour le principe de Gérard Poitou
- 1977 : L'Arrêt au milieu de Jean-Pierre Sentier
- 1978 : M58, la magnitude du bout du monde de Jean-Claude Boussard
- 1988 : Le Sable chinois d'Olivier Cozic
- 1996 : Sans regrets de Guillaume Canet

### Télévision
- 1967 : Le Fabuleux Grimoire de Nicolas Flamel, épisode de la série  Le Tribunal de l'impossible de Guy Lessertisseur : Enrico
- 1968 : Le Tribunal de l'impossible de Michel Subiela (série télévisée) (épisode Nostradamus alias Le Prophète en son pays) de Pierre Badel
- 1968 : Les Compagnons de Baal de Pierre Prévert : Louis
- 1969 : Jean-Roch Coignet, feuilleton télévisé de Claude-Jean Bonnardot
- 1972 : Mandrin, feuilleton télévisé de Philippe Fourastié
- 1972 : Les Enquêtes du commissaire Maigret de Jean-Louis Muller, épisode : Pietr le Letton : Danièle Malik
- 1972 : Les Dossiers de Maître Robineau de Jean Claude de Nesles, épisode : Le Disparu de Senlis
- 1972 : Les Rois maudits, feuilleton télévisé de Claude Barma
- 1972 : Les Cinq Dernières Minutes, épisode Le diable l'emporte de Claude Loursais
- 1973 : Les Mécontents de Bernard Guillou
- 1973 : Les Nouvelles Aventures de Vidocq, épisode "Vidocq et l'archange" de Marcel Bluwal
- 1974 : Les Brigades du Tigre de Victor Vicas, épisode : Les Vautours
- 1974 : Messieurs les jurés : L'Affaire Varnay d'André Michel
- 1975 : Les Cinq Dernières Minutes, épisode, Le lièvre blanc aux oreilles de Claude Loursais : Just
- 1975 : Les Cinq Dernières Minutes, épisode Patte et griffe de Claude Loursais : Riton
- 1975 : Marie-Antoinette de Guy Lefranc
- 1975 : L'Ingénu de Jean-Pierre Marchand
- 1977 : Les Cinq Dernières Minutes : Une si jolie petite cure de Guy Seligmann : M. François
- 1977 : Les Cinq Dernières Minutes : Châteaux en campagne de Guy Lessertisseur : Noël Courcoué
- 1977 : La Mer promise de Jacques Ertaud
- 1978 : Les Cinq Dernières Minutes épisode Les loges du crime de Jean Chapot : Lazuli
- 1978 : Gaston Phébus, feuilleton télévisé de Bernard Borderie : Ernauton
- 1979 : Un juge, un flic de Denys de La Patellière, seconde saison (1979), épisode : Un alibi en béton
- 1979 : Les Cinq Dernières Minutes épisode Chassez le naturel de Claude Loursais
- 1979 : Saint Colomban et moi, téléfilm de Hervé Baslé : Eugène Chauffaux
- 1979 : Par devant notaire segment Le Bout du monde : Antoine Lendrac
- 1980 : Julien Fontanes, magistrat épisode Un si joli petit nuage : Marcellin
- 1980 : Les Mystères de Paris d'André Michel
- 1980 : Les Cinq Dernières Minutes Jean-Yves Jeudy, épisode Un parfum d'Angélique
- 1981 : Le Mécréant de Jean L'Hôte
- 1981 : Julien Fontanes, magistrat de Jean Pignol, épisode Un si joli petit nuage
- 1981 : Les Cinq Dernières Minutes de Claude Loursais, épisode L'écluse du temple'
- 1984 : Les Ferrailleurs des Lilas, téléfilm de Jean-Paul Sassy : Bastien
- 1988 : Les Enquêtes du commissaire Maigret, série télévisée, de Michel Subiela épisode Le Témoignage de l'enfant de chœur
- 1989 : Bouvard et Pécuchet de Jean-Daniel Verhaeghe
- 1993 : L'Affaire Seznec d'Yves Boisset
- 1994 : Le juge est une femme épisode Danse avec la mort
- 1996 : Les Alsaciens ou les Deux Mathilde, feuilleton télévisé de Michel Favart
- 1997 : Le Pantalon d'Yves Boisset

## Théâtre
- 1960 : L'Homme à l'ombrelle blanche de Charles Charras, mise en scène Georges Vitaly, Poche Montparnasse
- 1960 : Le Mariage de Monsieur Mississippi de Friedrich Dürrenmatt, mise en scène : Georges Vitaly
- 1960 : L'Homme à l'ombrelle blanchede Charles Charras , mise en scène : Georges Vitaly
- 1961 : Arden de Feversham adaptation Yves Jamiaque, mise en scène Bernard Jenny, Théâtre du Vieux-Colombier
- 1962 : La Queue du diable d'Yves Jamiaque, mise en scène Georges Vitaly, Théâtre La Bruyère
- 1966 : Mère Courage et ses enfants d'Bertolt Brecht, mise en scène Jacques Mauclair
- 1968 : Demain une fenêtre sur rue de Jean-Claude Grumberg, mise en scène Marcel Cuvelier, Théâtre de l'Alliance française
- 1969 : L'Opéra de quat'sous de Bertolt Brecht, mise en scène Guy Rétoré, Théâtre de l'Est parisien
- 1970 : L'Âne de l'hospice de John Arden, mise en scène Guy Rétoré, Théâtre de l'Est parisien
- 1972 : Le commerce du pain de Bertolt Brecht, mise en scène Manfred Karge et Matthias Langhoff
- 1973 : Sarcelles-sur-mer de Jean-Pierre Bisson, mise en scène de l'auteur,
- 1973 : Smoking ou les Mauvais Sentiments de Jean-Pierre Bisson, mise en scène de l'auteur, Festival d'automne à Paris, Théâtre Mécanique
- 1976 : Lulu de Frank Wedekind, mise en scène Claude Régy
- 1990 : Clara de Arthur Miller, mise en scène Marcel Cuvelier
- 1997 : Douze hommes en colère d'après Reginald Rose, mise en scène Stephan Meldegg, Théâtre La Bruyère
- 1999 : Va compter la lune d'après Eliane Gallet, mise en scène de l'auteur